# Артамонов, Алексей Михайлович
Алексе́й Миха́йлович Артамо́нов (укр. Олексій Михайлович Артамонов; 18 февраля 1918, Введенка, Тамбовская губерния — 18 декабря 2011) — украинский художник-живописец, член Союза художников СССР и Национального союза художников Украины.  Народный художник Украинской ССР (1985).

## Биография
Родился 18 февраля 1918 года в селе Введенка (ныне — в Пичаевском районе Тамбовской области). В семилетнем возрасте умер его отец, и мальчик переехал к матери в Москву, где учился в школе. Работал в Московском театре оперетты, где занимался декоративной живописью. С 1934 по 1938 год учился в Московском художественном училище памяти 1905 года, где его педагогом был Николай Петрович Крымов.
В 1938 году после окончания училища призван в ряды Красной армии. Служил в танковых войсках в Староконстантинове. Принимал участие в советско-финской войне, польском походе Красной армии и присоединение Бессарабии и Северной Буковины к СССР.
Великая Отечественная война застала его в Пшемысле, где был тяжело ранен и оказался в тылу врага. Сразу после выздоровления организовал подпольную группу, которая в январе 1942 года влилась в партизанский отряд, позже названный именем Ф. Михайлова. Алексей Михайлович стал командиром диверсионной группы, а затем заместителем командира партизанского отряда имени Кармалюка. В течение 1943 года лично подорвал 12 эшелонов противника с живой силой и техникой. В Украинском штабе партизанского движения, которым командовал Тимофей Строкач, оформили документы на звание Героя Советского Союза. Но секретарь ЦК КП(б)У Никита Хрущёв, рассмотрев документы принял решение, что присваивать такое звание в 25 лет ещё рано.
Автор тематических картин и портретов: «Нефтяная вышка. Борислав» (1947), «Народные мстители» (1967), «После боя» (1974), «Идет война народная» (1975), «Великая дружба. Встреча Т. Шевченко с М. Щепкиным» (1988), «На солнечной долине» (1991); декоративное панно филиала Центрального музея В. И. Ленина в Киеве в соавторстве с И. Грачевым (1965−1966) и др.
В 1944 году переехал в Киев. Сразу же по приезде был назначен главным художником выставки партизанской славы. Через год стал членом Союза художников СССР, начал участвовать в художественных выставках, неоднократно бывал за границей. Член ВКП(б) с 1947 года.
Умер 18 декабря 2011 года. Похоронен в Киеве на Байковом кладбище (участок № 33).

## Награды и звания
- орден Ленина (1945)
- орден Отечественной войны I степени (11.03.1985)
- орден Дружбы народов (07.08.1981)
- орден Богдана Хмельницкого II степени (2001)
- орден Богдана Хмельницкого III степени (14.10.1999)
- медаль «За трудовое отличие» (24.11.1960)
- другие медали
- Почётная грамота Президиума Верховного Совета Украинской ССР (1968)
- Заслуженный деятель искусств Украинской ССР (1974)
- Народный художник Украинской ССР (1985)